# さよならloneliness
「さよならloneliness」（さよならロンリネス）は、2011年4月20日にリリースした田原俊彦の60作目のシングル。

## 背景
同年2月に、50歳を迎えた田原の『50th Birth Anniversary Year 記念シングル』として発売した第1弾シングル。

## リリース
2011年4月6日にデジタル・ダウンロードとして先行配信され、2011年4月20日に、Formula Recordingsからマキシシングルとして発売された。

## 収録曲
| 全編曲: 大野裕一。 |                                            |                      |                                 |       |
| #                  | タイトル                                   | 作詞                 | 作曲                            | 時間  |
| 1.                 | 「さよならloneliness」                     | Daisuke"DAIS"Miyachi | Daisuke"DAIS"Miyachi & 大野裕一 | 4:27  |
| 2.                 | 「ブギ浮ぎI LOVE YOU」(2011 New Recording) | 宮下智               | 宮下智                          | 3:15  |
| 3.                 | 「さよならloneliness」(Instrumental)       |                      |                                 | 4:27  |
| 合計時間:          | 合計時間:                                  | 合計時間:            | 合計時間:                       | 12:09 |